# Браун, Скай
Скай Браун (англ. Sky Brown, яп. スカイ・ブラウン; род. 7 июля 2008, Миядзаки) — британская скейтбордистка, бронзовый призёр Олимпийских игр 2020.

## Карьера
Самая молодая профессиональная скейтбордистка в мире: в первом чемпионате Vans US Open 2016 она приняла участие в восемь лет. Первой сделала прыжок с полуторным оборотом вокруг своей оси и флип на 720 градусов. В 2019 году стала первой женщиной, исполнившей трюк фронтсайд 540.
В 2020 году серьёзно травмировалась, во время тренировки ударившись о рампу и получив переломы черепа, левого запястья и руки.
Бронзовый призёр чемпионата мира по скейтбордингу 2020 и Всемирных экстремальных игр 2021.
На Олимпийских играх 2020 принимала участие в соревнованиях по скейтбордингу в дисциплине «парк». В возрасте 13 лет и 24 дней стала самой юной участницей летних Игр в истории Великобритании, опередив пловчиху Марджери Хинтон, которая выступала на Играх 1928 года в возрасте 13 лет и 44 дней. 4 августа 2021 года выиграла бронзу, уступив 12-летней японке Коконе Хираки и 19-летней Сакуре Ёсодзуми.